# Lancer du marteau masculin aux championnats du monde d'athlétisme 2019
Pour un article plus général, voir Championnats du monde d'athlétisme 2019.
Navigation
Londres 2017 Eugene 2022
L'épreuve du lancer du marteau masculin des championnats du monde de 2019 se déroule les 1er et 2 octobre 2019 dans le Khalifa International Stadium, au Qatar. Elle est remportée par le Polonais Paweł Fajdek pour son quatrième titre mondial.

## Critères de qualification
Pour se qualifier pour les championnats, il faut avoir réalisé 76,00 m ou plus entre le 7 septembre 2018 et le 6 septembre 2019.

## Médaillés
| Or           | Argent        | Bronze                        |
| Paweł Fajdek | Quentin Bigot | Bence Halasz Wojciech Nowicki |

Le polonais Paweł Fajdek devient champion du monde pour la 4e fois de sa quatrième, avec un meilleur jet mesuré à 80,50 m. Il devient par la même occasion le premier homme quatre fois titré aux championnats du monde d'athlétisme (il détenait déjà le record de 3 titres), ainsi que le premier athlète quatre fois titré devants les athlètes féminines Yispsi Moreno et Anita Włodarczyk, titrées 3 fois chacune.
Le polonais Wojciech Nowicki est deuxième médaillé de bronze de l'édition. À la suite du concours, la fédération d'athlétisme polonaise a fait appel concernant la premier jet du hongrois Bence Halász, qui lui offrait cette troisième place avec un jet à 78,18 m, en raison d'une irrégularité technique. En effet, ce dernier est sorti du cercle de lancer avant que son marteau ne touche la pelouse de l'air de lancer. Cette faute technique invalide normalement la performance de l'athlète selon le règlement IAAF de l'épreuve, mais n'a pas été vue par le jury du concours. La Pologne obtient gain de cause, ce qui permet donc cette double médaille de bronze. La Pologne est ainsi double médaillée sur l'épreuve pour la 3e fois de son histoire.
La performance de Quentin Bigot, qui le place deuxième du concours, fait de lui le premier athlète masculin français à obtenir une médaille dans une discipline de lancer aux championnats du monde d'athlétisme.

## Résultats

### Finale
| Rang               | Athlète               | Pays                       | Essais | Essais | Essais | Essais | Essais | Essais | Marque | Notes |
| Rang               | Athlète               | Pays                       | 1      | 2      | 3      | 4      | 5      | 6      | Marque | Notes |
| ------------------ | --------------------- | -------------------------- | ------ | ------ | ------ | ------ | ------ | ------ | ------ | ----- |
| Médaille d'or      | Paweł Fajdek          | Pologne                    | 79,34  | 80,16  | 79,37  | 80,50  | x      | x      | 80,50  |       |
| Médaille d'argent  | Quentin Bigot         | France                     | 76,34  | 78,06  | 77,89  | 78,19  | x      | 74,87  | 78,19  | SB    |
| Médaille de bronze | Bence Halasz          | Hongrie                    | 78,18  | x      | x      | x      | 73,76  | x      | 78,18  |       |
| Médaille de bronze | Wojciech Nowicki      | Pologne                    | 76,25  | 76,50  | x      | 77,42  | x      | 77,69  | 77,69  |       |
| 5                  | Mykhaylo Kokhan       | Ukraine                    | 74,52  | 72,58  | 75,83  | 76,21  | 77,39  | 76,50  | 77,39  | PB    |
| 6                  | Eivind Henriksen      | Norvège                    | 76,03  | x      | 77,38  | x      | 75,36  | 77,07  | 77,38  |       |
| 7                  | Javier Cienfuegos     | Espagne                    | 73,25  | 74,73  | 76,00  | 76,57  | 76,01  | 74,54  | 76,57  |       |
| 8                  | Hleb Dudarau          | Biélorussie                | 75,45  | 74,36  | 76,00  | 74,30  | 74,46  | 75,34  | 76,00  |       |
| 9                  | Ashraf Amgad el-Seify | Qatar                      | 75,28  | 75,41  | 75,09  |        |        |        | 75,41  |       |
| 10                 | Nick Miller           | Grande-Bretagne            | 75,31  | x      | x      |        |        |        | 75,31  |       |
| 11                 | Rudy Winkler          | États-Unis                 | 74,42  | 75,20  | 73,47  |        |        |        | 75,20  |       |
| 12                 | Yevgeniy Korotovskiy  | Athlètes neutres autorisés | x      | 74,64  | 75,14  |        |        |        | 75,14  |       |

### Qualifications
Qualification : 76,50 m (Q) ou les 12 meilleurs lancers (q) se qualifient pour la finale.
| Rang | Groupe | Nom                    | Nationalité             | Essais | Essais | Essais | Marque | Notes |
| Rang | Groupe | Nom                    | Nationalité             | 1      | 2      | 3      | Marque | Notes |
| ---- | ------ | ---------------------- | ----------------------- | ------ | ------ | ------ | ------ | ----- |
| 1    | B      | Paweł Fajdek           | Pologne                 | 79.24  |        |        | 79.24  | Q     |
| 2    | A      | Wojciech Nowicki       | Pologne                 | 77.89  |        |        | 77.89  | Q     |
| 3    | A      | Quentin Bigot          | France                  | 77.44  |        |        | 77.44  | Q     |
| 4    | B      | Rudy Winkler           | États-Unis              | 76.00  | 74.03  | 77.06  | 77.06  | Q, PB |
| 5    | A      | Javier Cienfuegos      | Espagne                 | 74.87  | 75.06  | 76.90  | 76.90  | Q     |
| 6    | B      | Bence Halász           | Hongrie                 | 76.90  |        |        | 76.90  | Q     |
| 7    | B      | Mykhaylo Kokhan        | Ukraine                 | x      | 76.56  |        | 76.56  | Q     |
| 8    | B      | Eivind Henriksen       | Norvège                 | 76.21  | 75.48  | 76.46  | 76.46  | q     |
| 9    | A      | Yevgeniy Korotovskiy   | Athlète neutre autorisé | 74.96  | 75.90  | 76.36  | 76.36  | q     |
| 10   | A      | Nick Miller            | Royaume-Uni             | x      | 76.36  | x      | 76.36  | q     |
| 11   | A      | Hleb Dudarau           | Biélorussie             | 71.74  | 75.38  | 76.28  | 76.28  | q     |
| 12   | A      | Ashraf Amgad el-Seify  | Qatar                   | 72.38  | 76.22  | x      | 76.22  | q, SB |
| 13   | B      | Michail Anastasakis    | Grèce                   | 72.75  | 73.62  | 75.07  | 75.07  |       |
| 14   | A      | Conor McCullough       | États-Unis              | 74.26  | 74.88  | 72.82  | 74.88  |       |
| 15   | B      | Zakhar Makhrosenka     | Biélorussie             | 71.74  | 73.08  | 74.80  | 74.80  |       |
| 16   | B      | Serghei Marghiev       | Moldavie                | 74.15  | 74.25  | 74.28  | 74.28  |       |
| 17   | A      | Gabriel Kehr           | Chili                   | 73.99  | 73.80  | 71.79  | 73.99  |       |
| 18   | B      | Marcel Lomnický        | Slovaquie               | 73.51  | 73.01  | x      | 73.51  |       |
| 19   | B      | Denis Lukyanov         | Athlète neutre autorisé | 71.41  | 71.93  | 73.47  | 73.47  |       |
| 20   | B      | Özkan Baltaci          | Turquie                 | 73.19  | 72.68  | x      | 73.19  |       |
| 21   | A      | Diego del Real         | Mexique                 | 71.90  | 73.15  | 71.62  | 73.15  |       |
| 22   | A      | Krisztián Pars         | Hongrie                 | 72.69  | 72.36  | 73.05  | 73.05  |       |
| 23   | A      | Chrístos Frantzeskákis | Grèce                   | 72.96  | x      | 72.81  | 72.96  |       |
| 24   | A      | Daniel Haugh           | États-Unis              | x      | 68.52  | 72.85  | 72.85  |       |
| 25   | B      | Humberto Mansilla      | Chili                   | 71.71  | x      | 72.68  | 72.68  |       |
| 26   | B      | Roberto Sawyers        | Costa Rica              | x      | 70.58  | 72.41  | 72.41  |       |
| 27   | A      | Serhiy Perevoznikov    | Ukraine                 | x      | 72.16  | 71.26  | 72.16  |       |
| 28   | B      | Alberto González       | Espagne                 | 71.69  | 71.59  | x      | 71.69  |       |
| 29   | B      | Serhiy Reheda          | Ukraine                 | x      | x      | 71.28  | 71.28  |       |
| 30   | A      | Mostafa El Gamel       | Égypte                  | 68.99  | 70.45  | 68.16  | 70.45  |       |
| 31   | A      | Joaquín Gómez          | Argentine               | 70.07  | 70.17  | 68.40  | 70.17  |       |

## Légende
Records et Performances
- AR : Record continental (area record)
- CR : Record des championnats (championship record)
- MR : Record du meeting (meet record)
- NR : Record national (national record)
- OR : Record olympique (olympic record)
- PR : Record paralympique (paralympic record)
- PB : Record personnel (personal best)
- SB : Meilleure performance personnelle de la saison (season's best)
- WL : Meilleure performance mondiale de l'année (world leader)
- WJR : Record du monde junior (world junior record)
- WR : Record du monde (world record)

Circonstances et Conditions
- DNF : N'a pas terminé (did not finish)
- DNS : N'a pas pris le départ (did not start)
- DQ : Disqualification (disqualification)
- NM : Aucun essai valable enregistré (No Mark)
- Q : Qualifié « directement » au prochain tour (ou à la prochaine compétition), lors d'une compétition majeure, grâce au classement ou à la réalisation des minima (automatic qualifier)
- q : Qualifié au prochain tour (ou à la prochaine compétition), lors d'une compétition majeure, grâce au repêchage ou à la réalisation de l'une des meilleures performances parmi celles des « non qualifiés directement » (grâce au meilleur temps ou à la meilleure distance par exemple) (secondary qualifier)